# Il-Qbajjar
Il-Qbajjar – zatoka znajdująca się u wybrzeża maltańskiej wyspy Gozo i będąca częścią Morza Śródziemnego.
Zlokalizowana jest pomiędzy zatoką Xwejni na zachodzie i zatoką Il-Bajja ta' Marsalforn na wschodzie. Niedaleko zatoki leży miejscowość Marsalforn. Nad zatoką zachowała się XVIII-wieczna Bateria Qolla l-Bajda, jedna z nielicznych na wyspie Gozo, umiejscowiona jest niedaleko cypla Reqqa Point.